# Bulbophyllum mentosum
Bulbophyllum mentosum là một loài phong lan thuộc chi Bulbophyllum.